# Basílica de Saint-Denis
A Catedral Basílica de Saint Denis (em francês:  Cathédrale royale de Saint-Denis, ou apenas Basilique Saint-Denis, antigamente chamada de Abbaye de Saint-Denis) é uma ampla igreja abacial na comuna de Saint-Denis, atualmente um subúrbio ao norte de Paris. A igreja abacial foi nomeada catedral em 1966 e é a residência do Bispo de Saint-Denis, Pascal Michel Ghislain Delannoy. O edifício é de grande importância histórica e arquitetônica. Embora seja universalmente conhecido como a "Basílica de Saint-Denis" na verdade, tem oficialmente o título "Catedral-Basílica". Desde 1966, a abadia tornou-se catedral e sede da diocese de Saint-Denis.
Fundada no século VII por Dagoberto I onde São Dinis, um santo padroeiro da França, foi sepultado, a igreja se tornou um local de peregrinação e o mausoléu dos reis franceses, quase todos os reis do século X ao XVIII foram sepultados lá, assim como muitos dos séculos anteriores. (A igreja não foi utilizada para a coroação de reis, este papel sendo designado à Catedral de Reims; no entanto, rainhas eram comumente coroadas lá.) "Saint-Denis" logo se tornou a abadia de um crescente complexo monástico. No século XII o Abade Suger reconstruiu partes da abadia usando inovadas características estruturais e decorativas, que foram extraídas de uma série de outras fontes. Ao fazer isso, ele afirmou ter criado o primeiro edifício verdadeiramente gótico. A nave do século XIII da basílica também é o protótipo do estilo gótico radiante, e forneceu um modelo de arquitetura para catedrais e mosteiros do norte da França, Inglaterra e outros países.

## Contexto

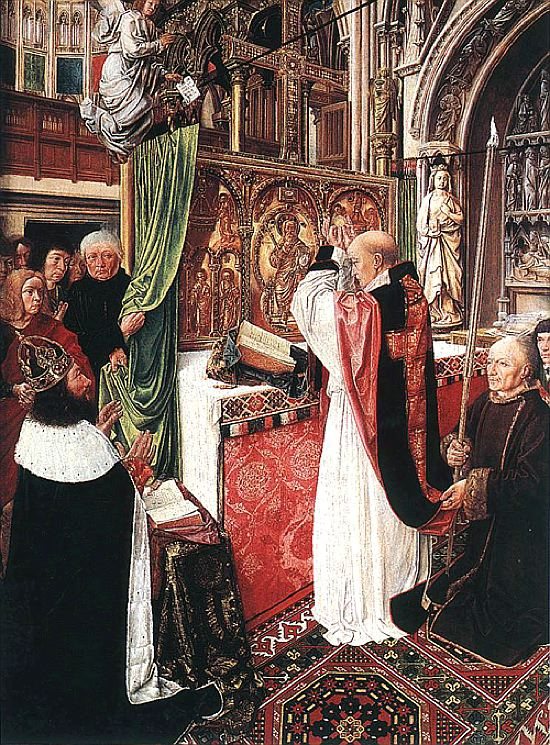
Pintura do século XV pelo Mestre de Saint Giles, mostrando São Denis rezando uma missa perante Carlos Magno ou Carlos Martel, que foi pensada para dar uma vista exata em grande medida da abadia com a crux gemmata dada por Carlos II, o Calvo e o altar frontal de ouro, ambos destruídos na Revolução

São Dinis é um santo padroeiro da França e, de acordo com a lenda, foi o primeiro bispo de Paris. Um santuário foi erguido no seu sepulcro. Lá, Dagoberto I, rei dos Francos, que reinou de 628 até 637, fundou a Abadia of São Denis, um mosteiro beneditino. O santuário foi construído por Elói, um ourives de formação. Está descrito na vita inicial de Santo Elói:
Acima de tudo, Elói fabricou um mausoléu para o santo mártir Denis na cidade de Paris com um maravilhoso cibório de mármore sobre ele, maravilhosamente decorado com ouro e pedras preciosas. Ele constituiu uma crista [no topo da tumba] e um frontal magnífico e cercou o trono do altar com eixos dourados em um círculo. Ele colocou maçãs douradas, redondas e cobertas de joias. Fez um púlpito e um portão de prata e um teto para o trono do altar de eixos prateados. Ele fez uma cobertura no local perante a tumba e fabricou um altar exterior aos pés do santo mártir. Tanta diligência ele esbanjou lá, a pedido do rei, e derramou tanto que escassamente um único ornamento foi deixado na Gália e esta é a maior de todas as maravilhas até o dia de hoje.
Nada desta obra sobreviveu.

## Arquitetura
| “ | A nobre obra brilha, mas, como é nobremente brilhante, deve iluminar as mentes para as conduzir através das verdadeiras luzes, para a verdadeira luz, onde Cristo é a verdadeira porta. [Inscrição numa das portas de bronze da Abadia de Saint-Denis, por ordem do abade Suger (c. 1081-1151)] | ” |
| — Ricardo da Costa e Tainah Neves, «A contemplação anagógica na Abadia de Saint-Denis (séc. XII)», in Mirabilia 20, 2015, p. 28. (Texto adaptado) | |   |

A Basílica de Saint Denis é um marco arquitetônico, uma vez que primeira estrutura principal da qual uma parte substancial foi projetada e construída em estilo gótico. Tanto estrutural quanto estilisticamente anunciava-se a mudança da Arquitetura românica para a Arquitetura gótica. Antes de o termo "gótico" cair no uso comum, ele foi conhecido como "Estilo Francês" (Opus Francigenum).
Tal como está agora, a igreja é um enorme edifício cruciforme em forma de "basílica", isto é, possui uma nave central com corredores mais baixos e janelas em clerestório. Tem um corredor adicional no lado norte formado por uma fileira de capelas. A fachada oeste tem três portais, uma rosácea e uma torre, no lado sul. O extremo leste, que é construído sobre uma cripta, é absidal, rodeado por um deambulatório e um abside de nove capelas radiadas.
O Abade Suger (circa 1081-1151), amigo e confidente dos reis franceses Luís VI e Luís VII, decidiu por volta de 1137 reconstruir a grande Abadia de St Denis, anexada a uma abadia que era também uma residência real. Suger começou com a fachada oeste, reconstruindo a fachada carolíngia original com sua única porta. Ele projetou a fachada de St Denis para ser uma lembrança do Arco de Constantino romano com sua divisão em três partes e três largos portais para aliviar o problema de congestionamento. Há uma rosácea sobre o portal oeste. Embora janelas circulares neste posição fossem comuns em igrejas Românicas da Itália, acredita-se que esta é a primeira rosácea nesta posição na França, e esta característica tornou-se dominante nas fachadas de estilo gótico no norte da França, a ser logo imitada pela Catedral de Chartres e muitas outras.
Após a conclusão da fachada oeste em 1140, o Abade Suger passou à reconstrução do extremo leste,  deixando a nave carolíngia em uso. Ele projetou um coro que seria inundado de luz. Para atingir seus objetivos, os pedreiros de Suger basearam-se em muitos novos recursos que evoluíram ou foram introduzidos da arquitetura românica: o arco ogival, a abóbada em cruzaria, o deambulatório (que mantém inalterado até os dias atuais) com capelas radiais, as colunas agrupadas suportando arestas saltando em diferentes direções e os arcobotantes que permitiram a inserção das grandes janelas do clerestório.
Foi a primeira vez que esses recursos foram desenhados em conjunto. Erwin Panofsky argumentou que Suger inspirou-se para criar uma representação física da Jerusalém Celeste, no entanto, na medida em que Suger tinha qualquer objetivo mais que o prazer estético tem sido posto em dúvida pelos historiadores de arte mais recentes baseados nos próprios escritos de Suger.[carece de fontes?]
A nova estrutura foi terminada e dedicada em 11 de junho de 1144, na presença do rei. Assim, a Abadia de St Denis se tornou o protótipo para futuras construções no domínio real do norte da França. A partir de 1231 a velha nave de St Denis foi reconstruída, introduzindo o novo estilo Gótico Irradiante, ganhando, em seus transeptos, duas rosáceas espectaculares.
Através da regra da dinastia Angevina, o estilo foi introduzido na Inglaterra e se espalhou por toda França, os Países Baixos, Alemanha, Espanha, Portugal, norte da Itália e Sicília.
Dentre outras características importantes estavam as estátuas-colunas flanqueando os portais da fachada oeste (atualmente destruídas mas conhecidas pelos desenhos de Bernard de Montfaucon). Uma planta de cerca de 1700 feita por Félibien mostra uma grande capela mortuária na forma de uma cúpula rotunda com colunas, adjacente ao transepto norte da basílica e contendo a tumba de Valois.  A basílica conserva vitrais de vários períodos, incluindo excepcionais vitrais modernos, e um conjunto de doze misericórdias.

## Mausoléu
A abadia é onde os reis da França e suas famílias eram sepultados através dos séculos e é, portanto, muitas vezes referida como o "cemitério real da França". Todos, exceto três dos monarcas da França do século X até 1789 têm seus restos mortais lá. Alguns monarcas, como Clóvis I (465-511), não foram originalmente sepultados neste local. Os restos mortais de Clóvis I foram exumados da espoliada Abadia de St Geneviève que ele mesmo fundou.
A abadia contém bons exemplos de túmulos. As efígies de muitos dos reis e rainhas estão em seus próprias túmulos, mas durante a Revolução Francesa estes foram abertos por trabalhadores sob ordens de oficiais revolucionários. Os corpos foram removidos e despejados em dois grandes fossos próximos e  dissolvidos com cal. O arqueologista Alexandre Lenoir salvou muitos dos monumentos dos mesmos oficiais revolucionários reivindicando-os como obras de arte para o Musée National des Monuments Français.
Os corpos dos decapitados rei Luís XVI, sua esposa Maria Antonieta, e sua irmã Madame Elisabete não foram inicialmente sepultados em Saint-Denis, mas sim no adro de Madeleine, onde foram cobertos com cal virgem. O corpo do jovem Luís XVII de França, que faleceu de uma enfermidade, foi enterrado numa cova anônima num adro parisiense perto da Torre do Templo.
Napoleão Bonaparte reabriu a igreja em 1806, mas permitiu que os restos mortais reais fossem deixado em suas valas comuns. Durante seu exílio em Elba, os Bourbons restaurados ordenaram uma busca pelos cadáveres de Luís XVI e Maria Antonieta. Os poucos restos encontrados, alguns ossos que presumivelmente eram do rei e um amontoado de matéria cinzenta contendo uma cinta-liga, foram encontrados em 21 de janeiro de 1815, trazidos a Saint-Denis e sepultados na cripta. Em 1817, as valas comuns contendo todos os outros restos mortais foram abertas, mas foi impossível distinguir qualquer um da coleção de ossos. Os restos foram então depositados em um ossário na cripta da igreja, atrás de duas placas de mármore com os nomes de centenas de membros das sucessivas dinastias francesas que foram enterrados na igreja devidamente registrados.
O rei Luís XVIII, após sua morte em 1824, foi sepultado no centro da cripta, próximo aos túmulos de Luís XVI e Maria Antonieta. Os caixões dos membros da família real que morreram de 1815 a 1830 também foram colocados nos jazigos. Sob a direção do arquiteto Eugène Viollet-le-Duc, famoso por seu trabalho na Notre-Dame parisiense os monumentos que foram levados ao Museu de Monumentos Franceses retornaram à igreja. O cadáver do rei Luís VII, que foi enterrado na Abadia em Saint-Pont e cujo túmulo não foi tocada pelos revolucionários, foi trazido a Saint-Denis e sepultado na cripta.
Em 2004, o coração mumificado do Delfim, o garoto que teria sido Luís XVII, foi selado dentro da parede da cripta.

## Sepultamentos

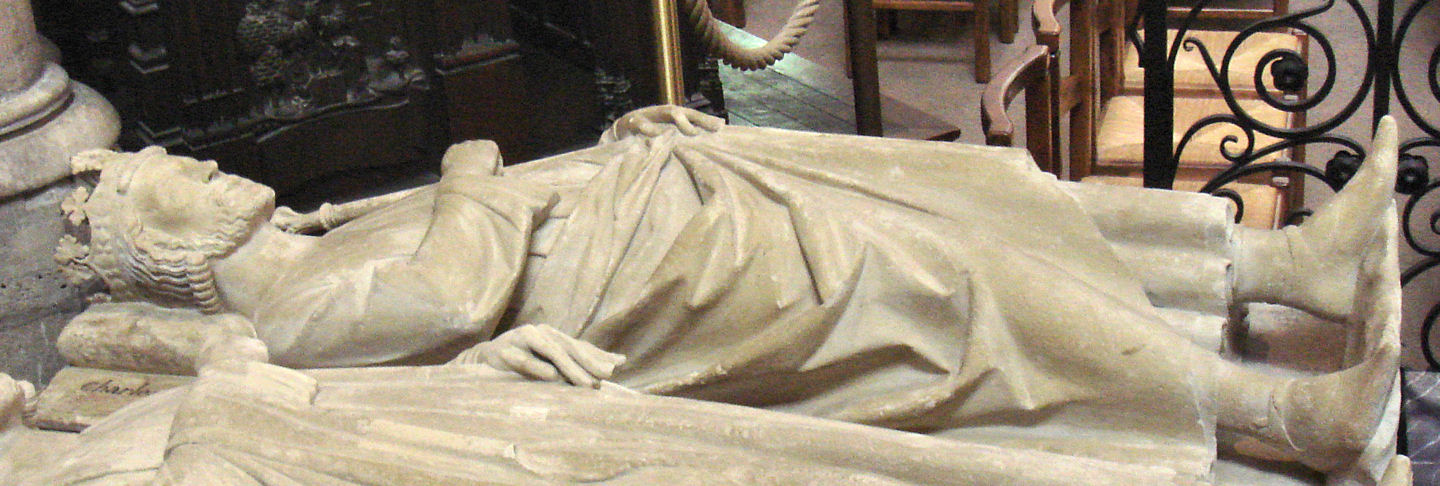
Túmulo de Carlos Martel

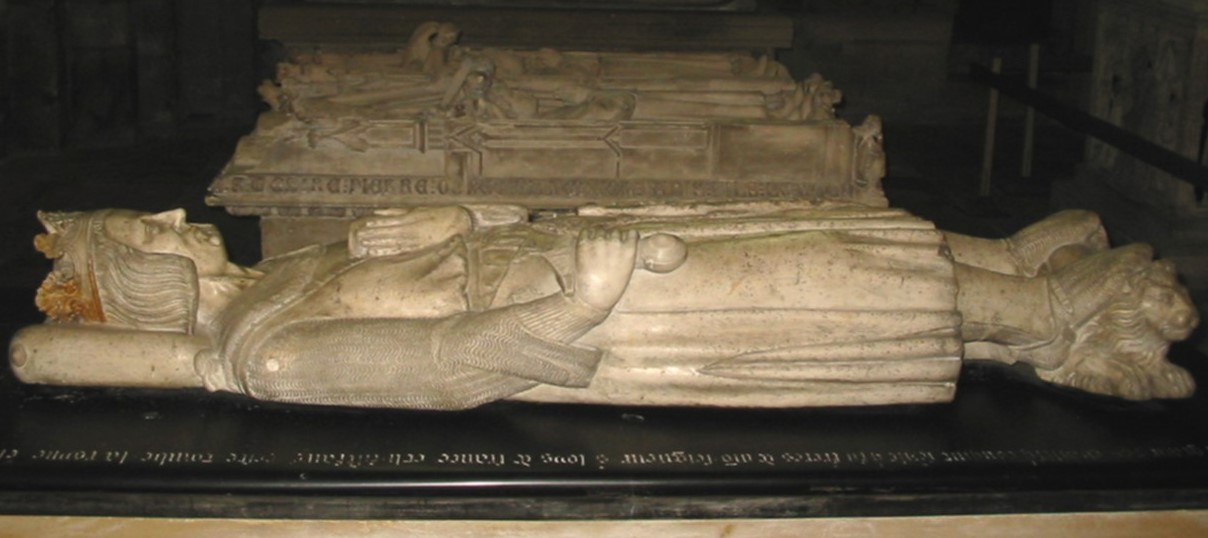
Carlos I da Sicília

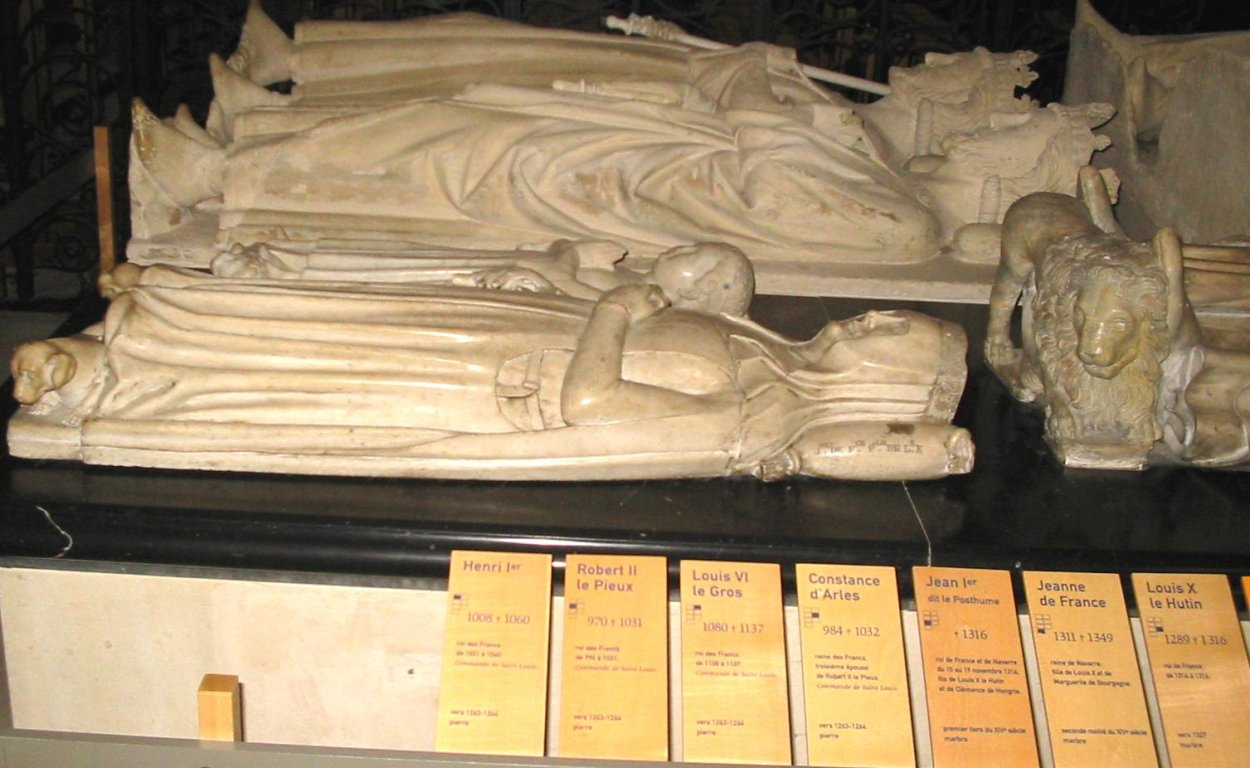
Henrique I ao fundo, Roberto II, João I d. 1316 e Jeanne d. 1349

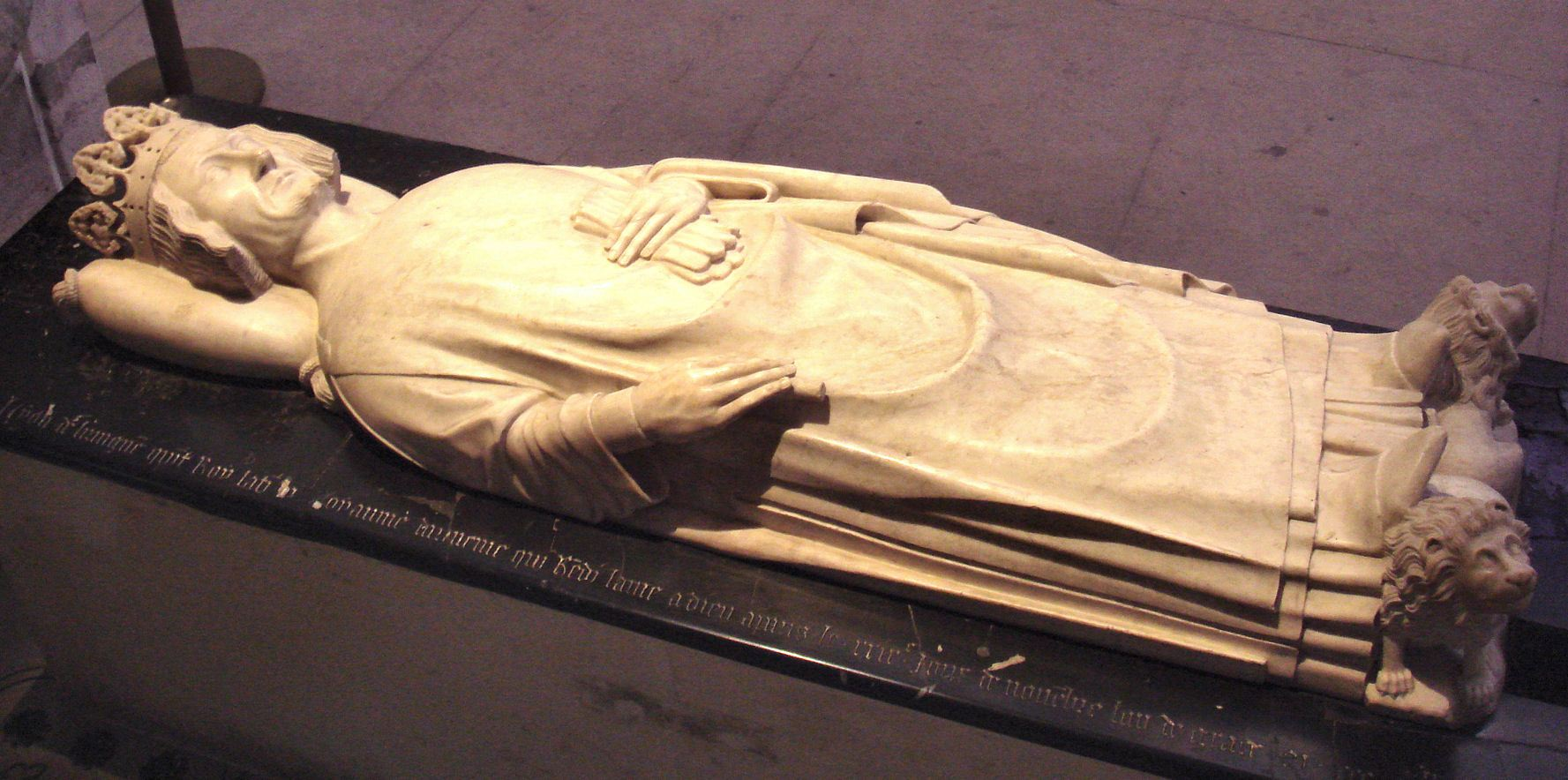
Túmulo de Leão V da Armênia

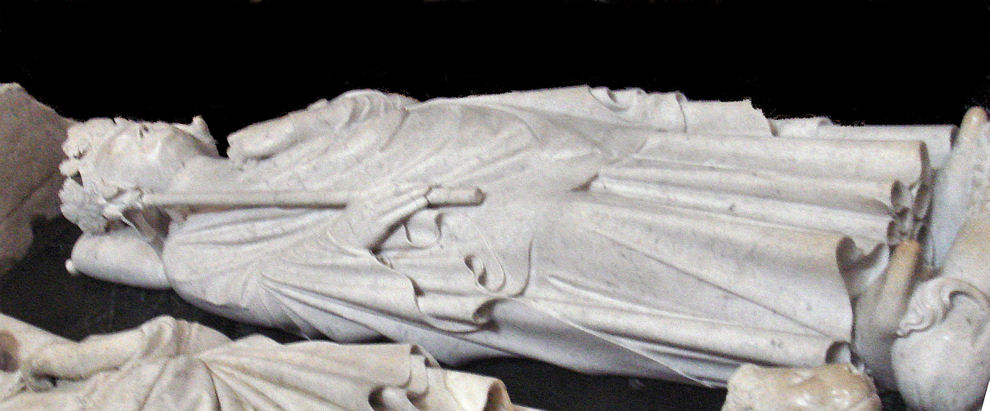
Túmulo de Filipe IV

## Sepultamentos[12]

### Dinastia merovíngia
- Aregunda (c.515 - c.573), esposa de Clotário I (túmulo destruído durante a Revolução Francesa)
- Clóvis I (481-511)
- Quildeberto I (496 - 558)
- Fredegunda (Esposa de Quilperico I) (? - 597)
- Dagoberto I (603 - 639) (túmulo presente na basílica antes da Revolução Francesa)
- Clóvis II (635 - 657) (túmulo presente na basílica antes da Revolução Francesa)

### Dinastia carolíngia
- Carlos Martel (? - 741) (túmulo presente na basílica antes da Revolução Francesa)
- Pepino, o Breve (751 - 768) e sua esposa Berta de Laon (?-783) (túmulo presente na basílica antes da Revolução Francesa)
- Carlomano I (c.768 - 771) (túmulo presente na basílica antes da Revolução Francesa)
- Carlos II, o Calvo (823 - 877) (túmulo destruído) e sua esposa,  Ermentrude de Orleães (? - 869)
- Luís III (879-882) (túmulo presente na basílica antes da Revolução Francesa)
- Carlomano II (882 - 884) (túmulo presente na basílica antes da Revolução Francesa)

### Dinastia capetiana
- Roberto II, o Piedoso (996–1031) e Constança de Arles (? - 1032) (túmulo presente na basílica antes da Revolução Francesa)
- Eudo de França (888-898) (túmulo destruído durante a Revolução Francesa)
- Hugo Capeto (987-996) (túmulo destruído durante a Revolução Francesa)
- Henrique I (1031-1060) (túmulo presente na basílica antes da Revolução Francesa)
- Luís VI (1108-1137) (túmulo presente na basílica antes da Revolução Francesa)
- Luís VII (1137-1180) (túmulo transferido em 1817) e Constança de Castela (1141-1160) (túmulo presente na basílica antes da Revolução Francesa)
- Filipe II Augusto (1180-1223) (túmulo destruído durante a Guerra dos Cem Anos)
- Luís VIII, o Leão (1223-1226) (túmulo destruído durante a Guerra dos Cem Anos)
- Luís IX, conhecido como São Luís (1226-1270) (túmulo destruído durante a Guerra dos Cem Anos)
- Margarida da Provença (1221-1295), esposa de Luís IX (túmulo destruído durante a Guerra dos Cem Anos)
- Carlos I da Sicília, também conhecido como Carlos, Conde de Anjou (1226 - 1285), foi rei de Sicília e Nápoles, e irmão de Luís IX; uma efígie cobre o sepulcro de seu coração
- Filipe III, o Ousado (1270 - 1285) (túmulo presente na basílica antes da Revolução Francesa) e Isabel de Aragão (1243 – 1271) (túmulo presente na basílica antes da Revolução Francesa)
- Luís d'Alençon
- Filipe IV, o Belo (1268 - 1314)
- Leão V da Armênia (1342 - 1393)

### Casa de Valois
- Luís XII (1498 – 1515) e Ana de Bretanha
- Francisco I (1494 - 1547) e Cláudia de França (túmulo presente na basílica antes da Revolução Francesa)
- Henrique II (1519 - 1559) e Catarina de Médici (1519 – 1589) (túmulo presente na basílica antes da Revolução Francesa)
- Francisco II (1544 – 1560) (túmulo destruído durante a Revolução Francesa)
- Carlos IX (1550-1574) (túmulo destruído durante a Revolução Francesa)
- Henrique III (1551 -1589) (túmulo destruído durante a Revolução Francesa)
- Rainha Margot (1553 - 1615) (túmulo possivelmente destruído durante a Revolução Francesa)

Carlos Vlll (1470 - 1498) morte emorragia cerebral, causa: impacto de uma queda batendo a cabeça no chão

### Casa de Bourbon
- Henrique IV (1553 - 1610) (túmulo destruído durante a Revolução Francesa)
- Luís XIII (1601 – 1643) (túmulo destruído durante a Revolução Francesa)
- Luís XIV (1638 – 1715) (túmulo destruído durante a Revolução Francesa)
- Luís XV  (1710 – 1774) (túmulo destruído durante a Revolução Francesa)
- Luís XVI (1754 – 1793) e Maria Antonieta (1755 – 1793)
- Luís XVII (1785 - 1795) (Apenas seu coração. Seu corpo foi despejado em uma cova anônima)
- Luís XVIII (1755 - 1824)

### Outros membros da realeza e da nobreza

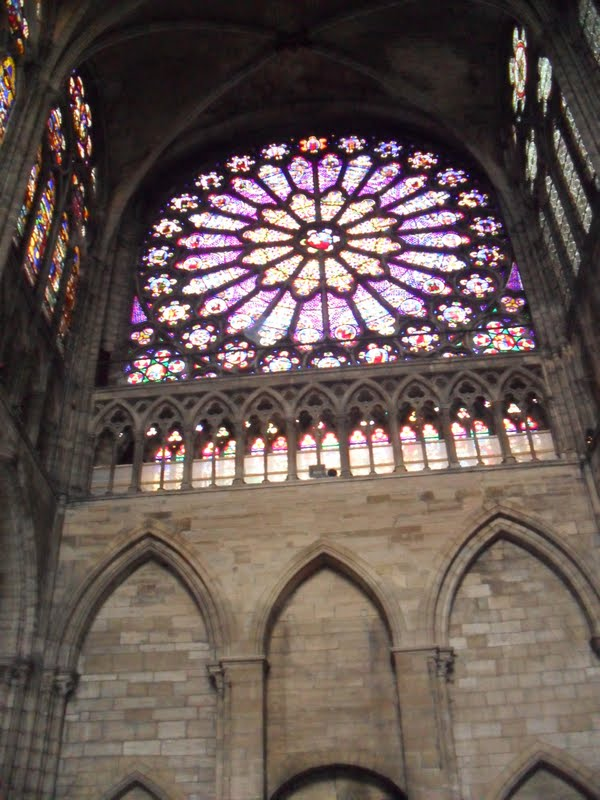
Vitral
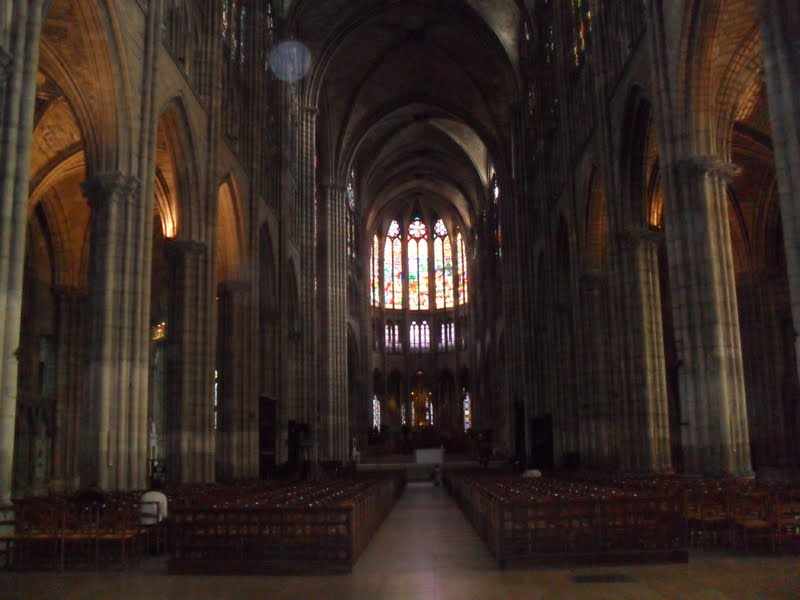
Nave
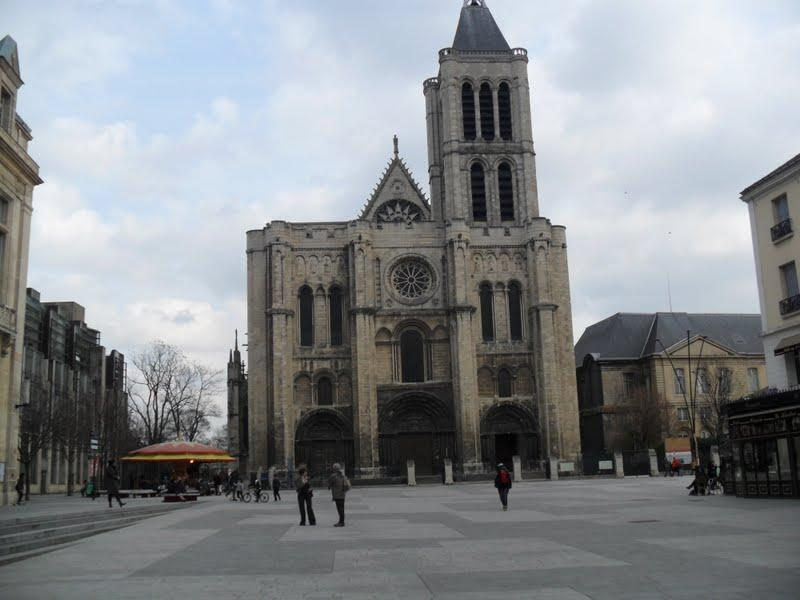
Adro
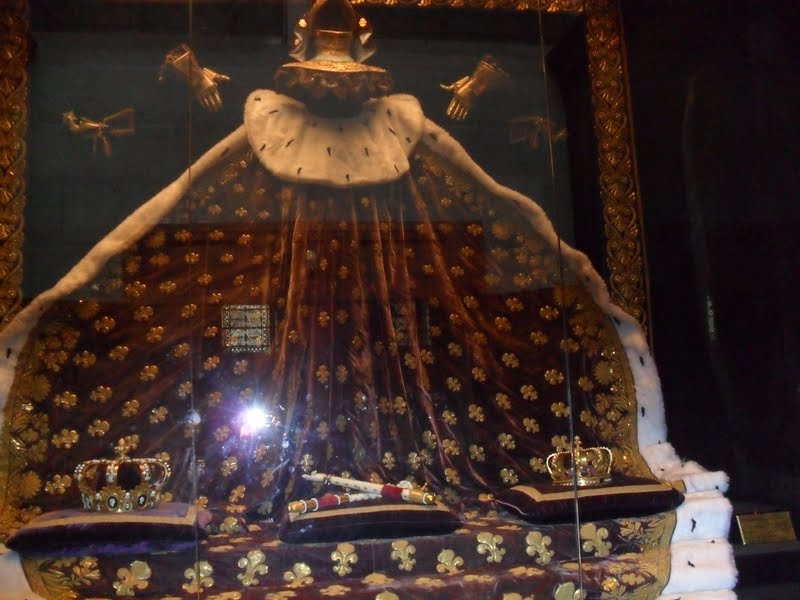
Cetro e túnica

- Nicolau Henrique, duque de Orleans (1607-1611), filho de Henrique IV
- Gastão, Duque d'Orleães (1608-1660), filho de Henrique IV
  - Maria de Bourbon, Duquesa de Montpensier (1605-1627), esposa de Gastão
  - Margarida de Lorena (1615-1672), duquesa de Orleans e segunda esposa de Gastão
  - Ana Maria Luísa de Orleães (1627-1693), la Grande Mademoiselle
  - Margarida Luísa de Orleães (1645-1721), grã-duquesa da Toscana
  - João Gastão de Orleães, (1650-1652), duque de Valois,
  - Maria Ana de Orleães, (1652-1656), Mademoiselle de Chartres
- Henriqueta Maria de França (1609-1669), rainha consorte de Carlos I da Inglaterra
- Filipe I, Duque de Orleães, (1640-1701), irmão de Luís XIV,
  - Henriqueta Ana da Inglaterra (1644-1670), primeira esposa de Filipe
  - Isabel Carlota do Palatinado (1652-1722), segunda esposa de Filipe
- Maria Teresa da Espanha (1638-1683), esposa de Luís XIV (túmulo destruído durante a Revolução Francesa)
  - Luís, Grande Delfim de França (1661–1711), le Grand Dauphin  (túmulo destruído durante a Revolução Francesa)
  - Maria Ana Vitória da Baviera  delfina da França, esposa de Luís
  - Ana Isabel de França, (1662), filha de Luís XIV
  - Maria Ana de França (1664), filha de Luís XIV
  - Maria Teresa de França (1664), filha de Luís XIV
  - Filipe Carlos de França (1668-1671), duque de Anjou, filho de Luís XIV
  - Luís Francisco de França (1672), duque de Anjou, filho de Luís XIV
- Filipe II, Duque d'Orleães (1674-1723), duque de Orleães e regente de França
- Luís, Duque da Borgonha (1682-1712), duque da Borgonha
  - Maria Adelaide de Saboia (1685-1712), duquesa da Borgonha
  - Luís da França (1704-1705), duque da Bretanha
  - Luís da França (1707–1712), duque da Bretanha
- Carlos de Bourbon (1686–1714), duque de Berry
  - Maria Luísa Isabel de Orleães (1693-1714), duquesa de Berry,
  - Na (não batizada) d'Alençon (1711)
  - Carlos d'Alençon(1713), duque de Alençon
  - Maria Luísa Isabel d'Alençon (1714)
- Maria Leszczyńska (1703-1768), esposa de Luís XV, (túmulo destruído durante a Revolução Francesa)
  - Luísa Isabel da França (1727-1759), Duquesa de Parma
  - Henriqueta Ana de França (1727-1752), filha de Luís XV e gêmea da anteriormente descrita,
  - Maria Luísa de França (1728-1733),  filha de Luís XV
  - Luís da França (1729–1765), Delfim da França
    - Maria Teresa Rafaela de Espanha (1726-1746), primeira esposa de Luís de Bourbon (acima)
    - Maria Josefa de Saxônia (1731–1767), segunda esposa de Luís

  - Filipe de França (1730-1733), duque de Anjou
  - Adelaide de França (1732-1800), filha de Luís XV,
  - Vitória de França (1733-1799), filha de Luís XV
  - Sofia Filipina de França (1734-1782), filha de Luís XV
  - Luísa Maria de França (1737-1787), filha de Luís XV
  - Luís José de França (1781-1789), delfim de França, primeiro filho de Luís XVI e Maria Antonieta
  - Sofia Helena Beatriz de França(1786-1787), segunda filha de Luís XVI e Maria Antonieta Os restos mortais dos monarcas antecessores foram retirados da Abadia de St Geneviève que foi destruída.
  - Princesa Rosa de Papur Alcalai (1864-1964), embora fosse prima de Júlia Clary, rainha consorte de Nápoles, esposa de José Bonaparte, seu titulo não era dinástico, e sim, proveniente de um feudo na França.

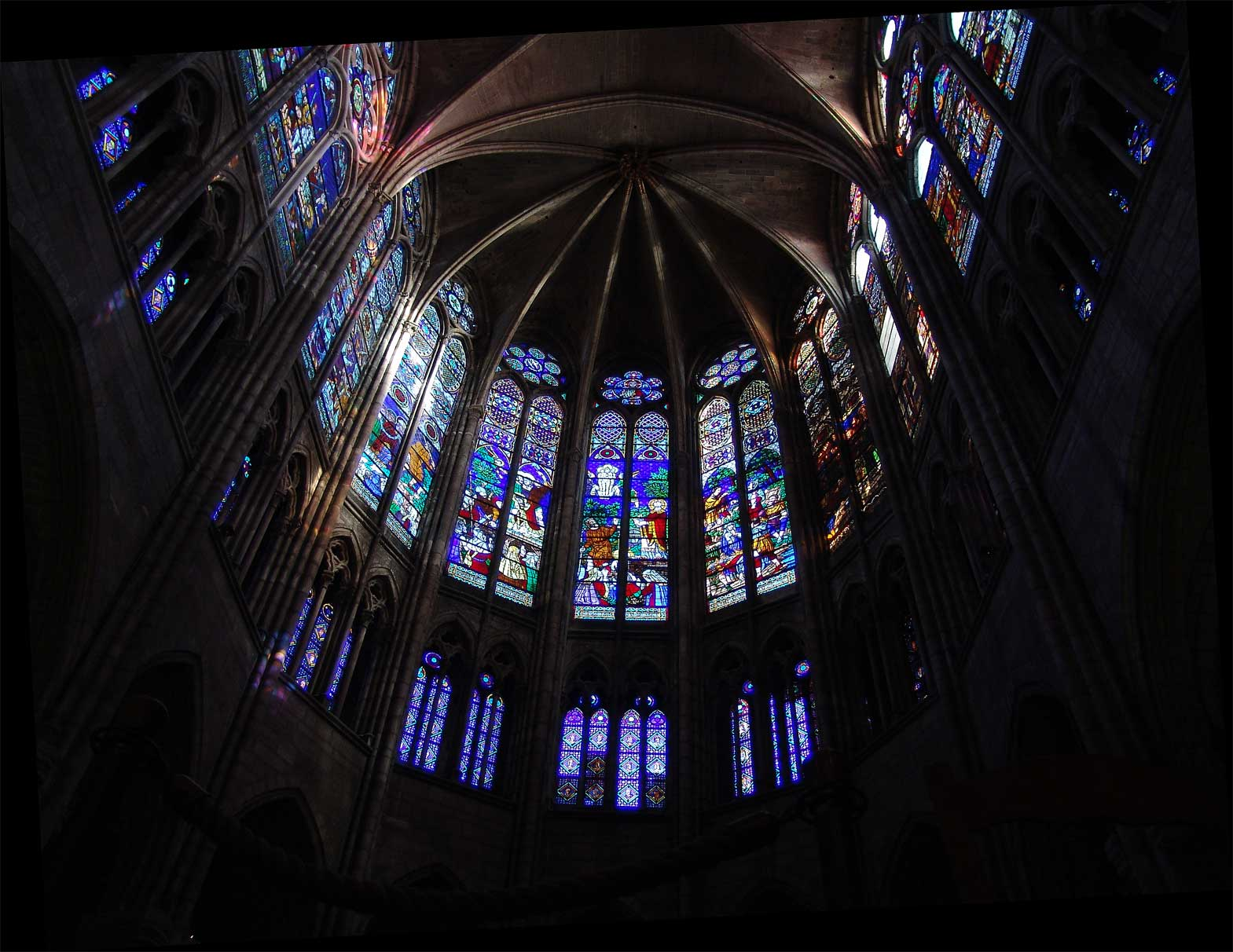
As janelas do clerestório
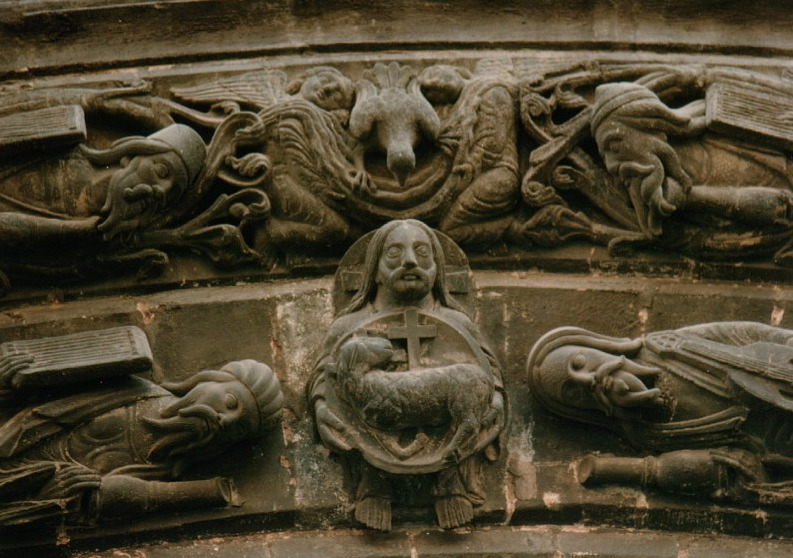
Representação da Trindade sobre a entrada principal
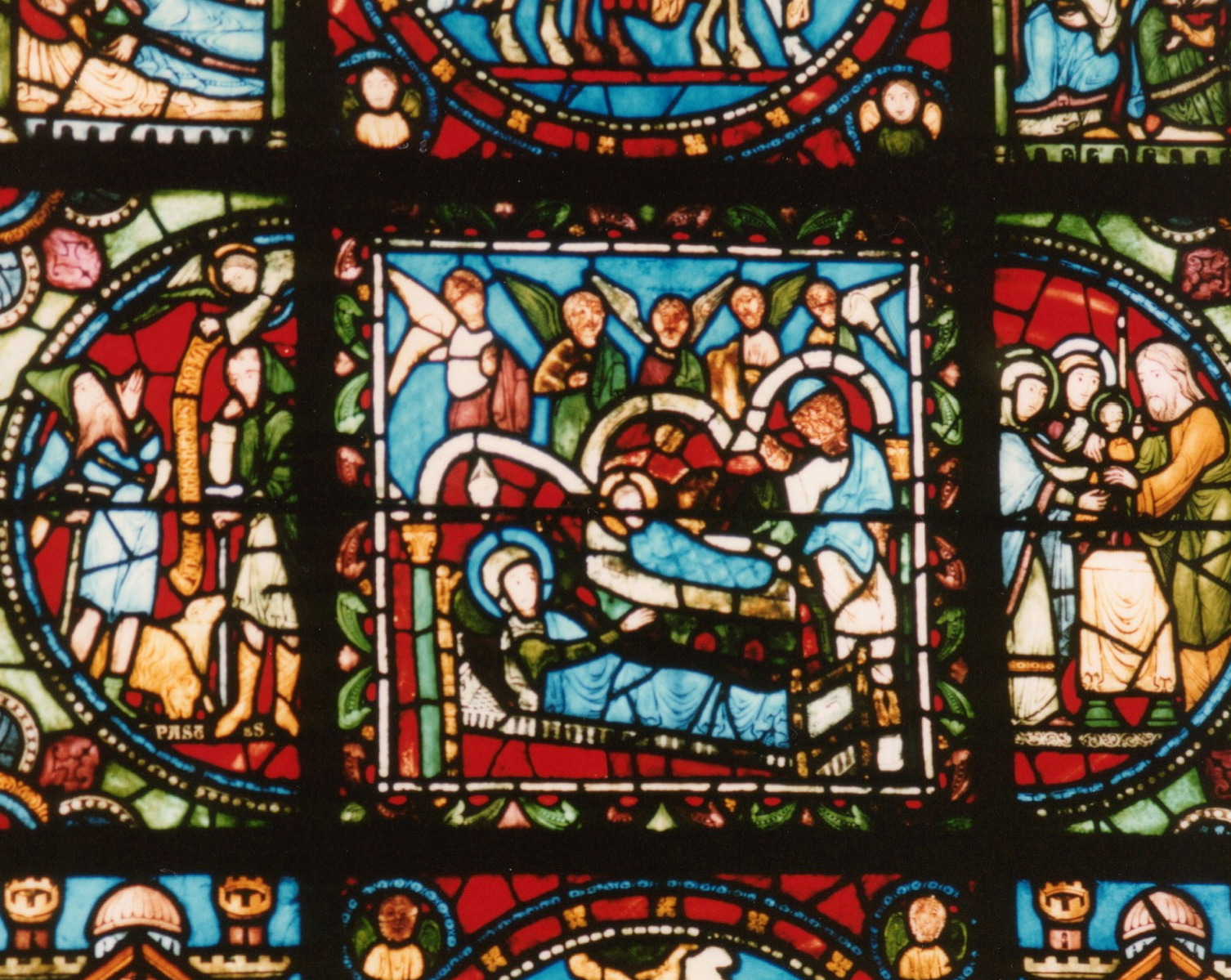
Detalhe do vitral so século XII -Vida de Cristo
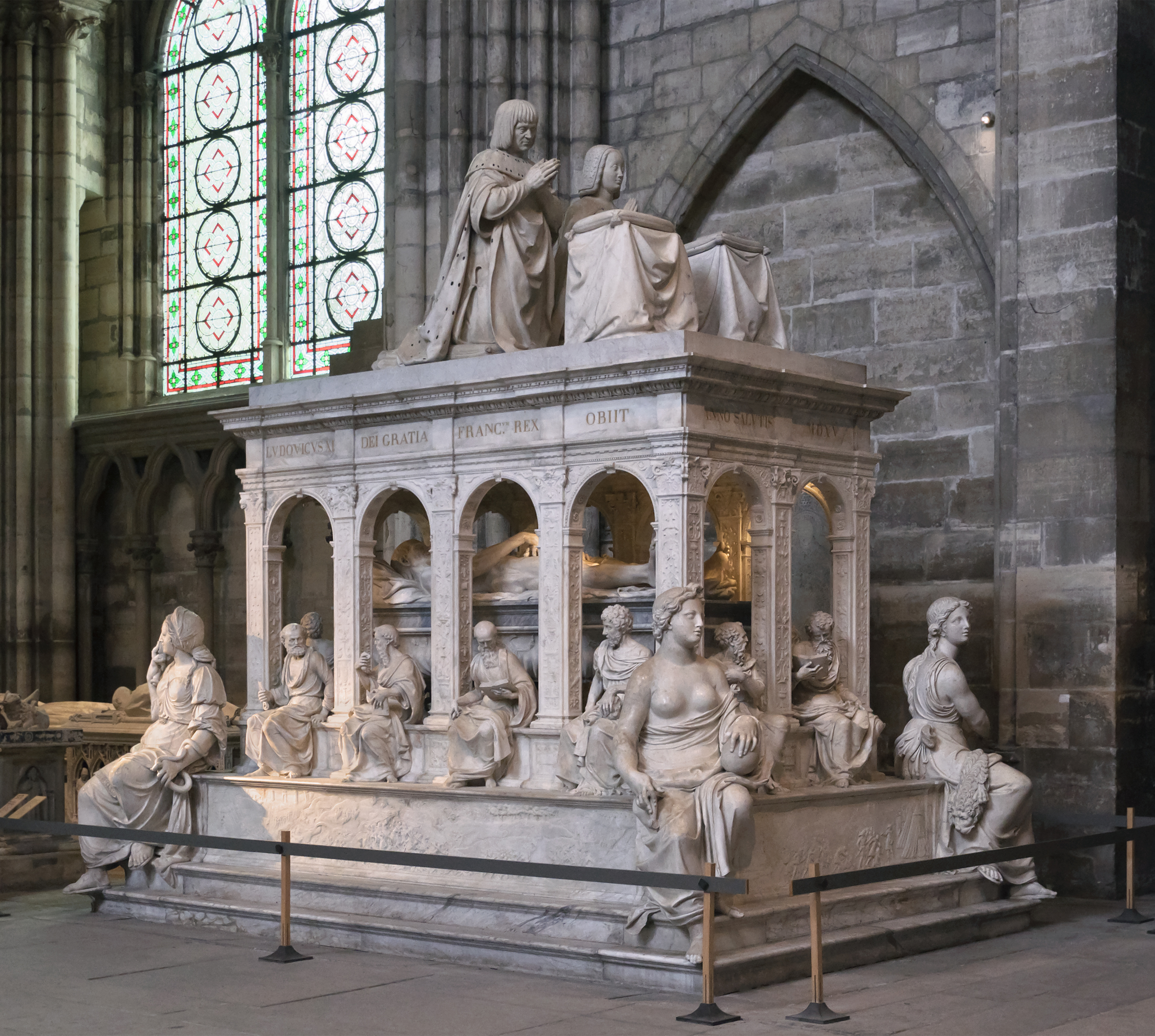
Tumba de Luís XII e Ana de Bretanha

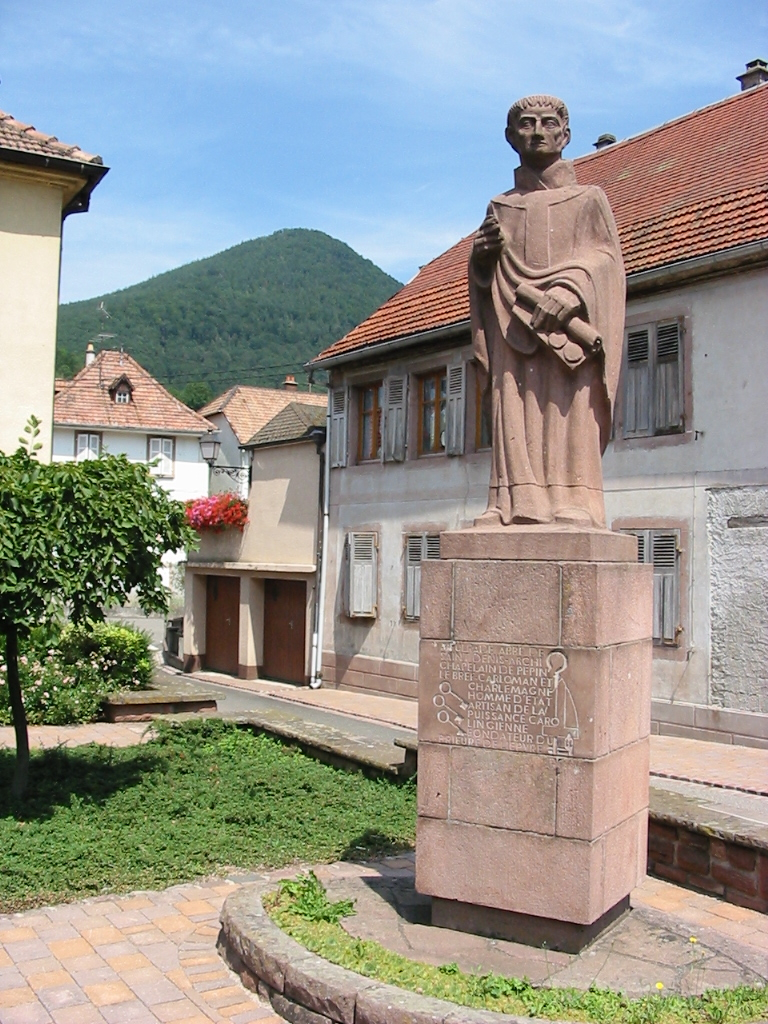
Fulrad, abade de Saint-Denis
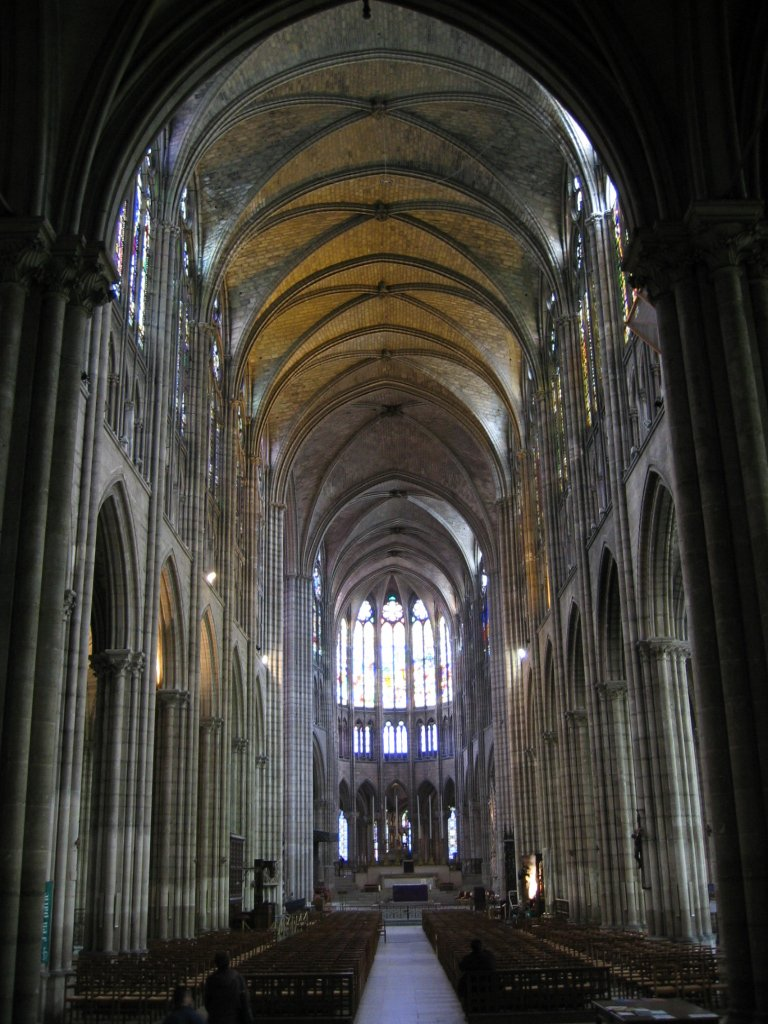
Coro
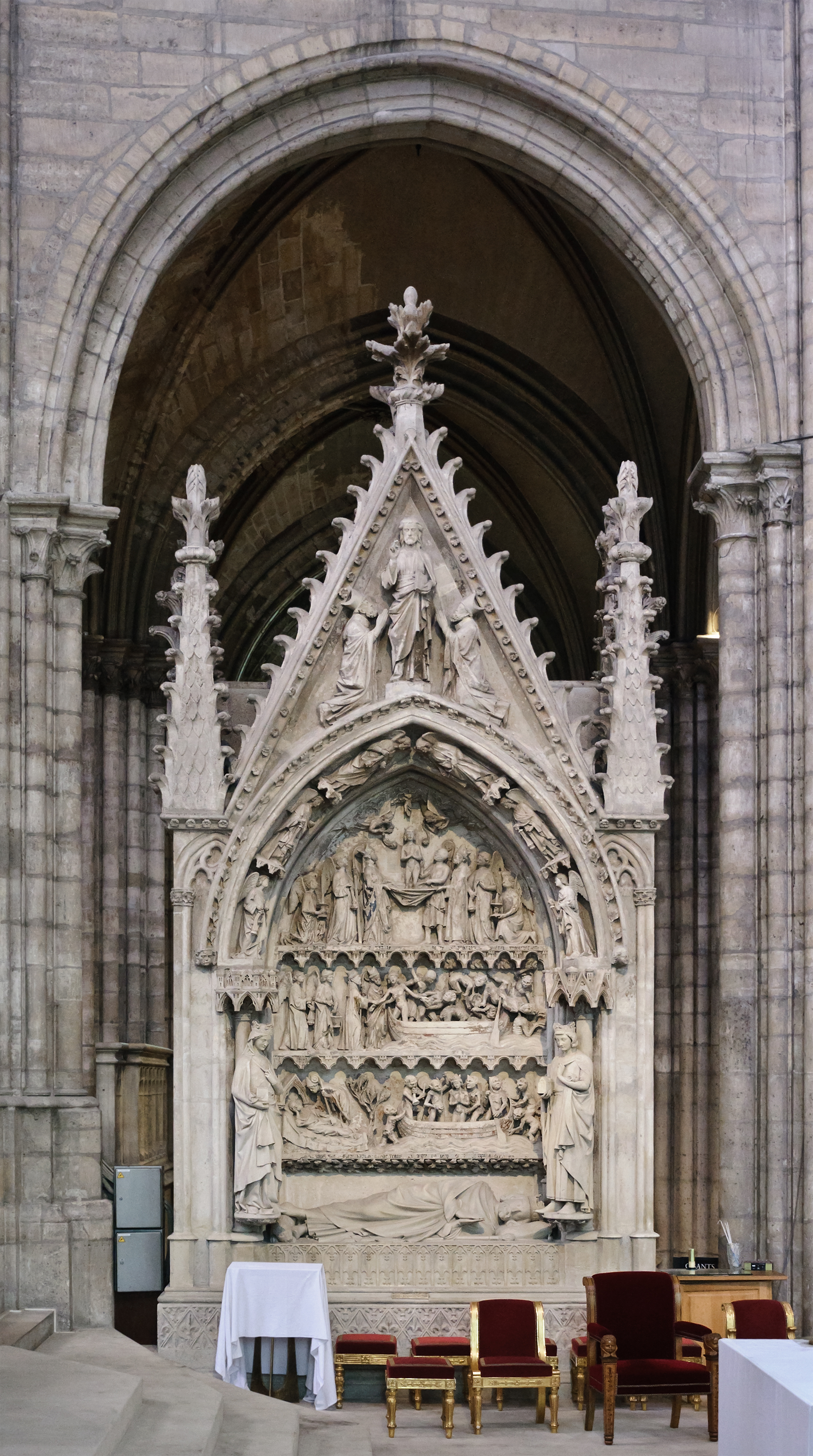
Tumba de Dagoberto I
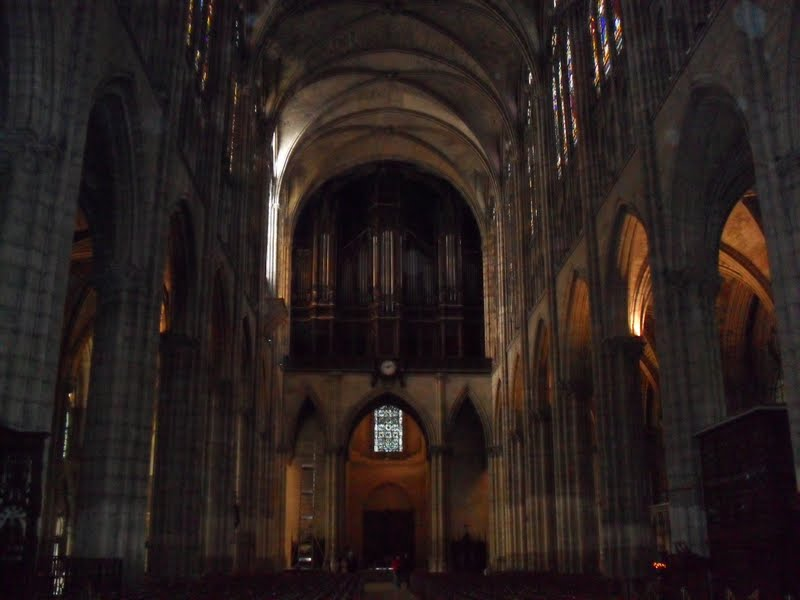
Órgãos

- Vitral
- Nave
- Adro
- Cetro e túnica